# Lessons in Violence
Lessons in Violence è un album discografico di raccolta del gruppo musicale thrash metal statunitense Exodus, pubblicato nel 1992.

## Tracce
1. Bonded by Blood – 3:48
2. Exodus – 4:09
3. Chemi-Kill – 5:46
4. The Toxic Waltz – 4:51
5. A Lesson in Violence – 3:49
6. Piranha – 3:50
7. Brain Dead – 4:18
8. Fabulous Disaster – 4:54
9. Dirty Deeds Done Dirt Cheap (AC/DC cover; live) – 4:43
10. And Then There Were None – 4:44

## Formazione
- Paul Baloff - voce (1,2,5,6,10)
- Steve Souza - voce (3,4,7,8,9)
- Gary Holt - chitarre
- Rick Hunolt - chitarre
- Rob McKillop - basso
- John Tempesta - batteria (9)
- Tom Huntling - batteria (1-8,10)